# Door-Halbinsel
Die Door-Halbinsel (englisch Door Peninsula) ist eine Halbinsel im Osten des US-Bundesstaats Wisconsin. Sie trennt die Green Bay vom eigentlichen Michigansee. Die Door-Halbinsel gehört zum westlichen Teil der Niagara-Schichtstufe.
Die Halbinsel beginnt im Norden von Brown und Kewaunee County und setzt sich nach Nordosten fort, wobei sie fast das komplette Door County umfasst.
Seit Beginn des 20. Jahrhunderts bildet der Obstbau eine der wichtigsten Erwerbsquellen. Noch heute werden auf der Halbinsel Kirschen und Äpfel angebaut. Jedoch ist heute der Tourismus das bedeutendste Gewerbe.
1882 wurde der Sturgeon Bay Ship Canal fertiggestellt. Er teilt die Halbinsel in einen nördlichen und einen südlichen Teil auf. Der nördliche Teil wurde dadurch praktisch zu einer Insel.
Kalksteinaufschlüsse der Niagara-Schichtstufe treten an beiden Küsten der Halbinsel zutage, wobei sie auf der Green Bay-Seite größer sind und in den Bayshore Blufflands stärker hervortreten.

Jenseits der Nordspitze der Door-Halbinsel setzt sich eine Inselkette fort, deren größte Insel Washington Island darstellt.
Die teilweise unter der Wasserlinie verlaufende Geländekante setzt sich in nördlicher Richtung fort, wo sie dann die im oberen Teil von Michigan befindliche Garden-Halbinsel bildet.
Der Name der Halbinsel und des darauf gelegenen Countys leitet sich vom Namen der Schifffahrtsroute ab, welche zwischen der Door-Halbinsel und der Washington Island die Green Bay mit dem Michigansee verbindet.
Diese schmale Passage gilt als nicht ungefährlich und wurde früher für eine Reihe von Schiffen zum Verhängnis.
Die französische Übersetzung des ursprünglichen Namens lautete Porte des Morts.
Im Englischen heißt dies „Death’s Door“ (wörtlich übersetzt etwa „Totenpforte“).